# 大埔政府合署
大埔政府合署（英語：Tai Po Government Offices）是香港一座政府合署，位於香港新界大埔汀角路1號，於1979年7月31日由時任新界政務司鍾逸傑主持揭幕，樓高六層，內設民政事務總署的大埔民政事務處、地政總署的大埔地政處及大埔測量處、香港郵政大埔郵政局及大埔派遞局、水務署客戶中心、消防處新項目課、勞工處補充勞工科分支辦事處、社會福利署的北大埔綜合家庭服務中心及北大埔社會保障部等政府部門的辦事處。

## 資料來源
1. ↑  .   [2016-11-03]. （原始内容存档于2017-01-10）.
2. ↑  .   [2016-11-03]. （原始内容存档于2016-10-10）.
3. ↑  .   [2016-11-03]. （原始内容存档于2020-08-07）.
4. ↑  .   [2016-11-03]. （原始内容存档于2016-09-22）.
5. ↑  .   [2016-11-03]. （原始内容存档于2016-10-10）.
6. ↑  .   [2016-11-03]. （原始内容存档于2016-10-09）.
7. ↑  .   [2016-11-03]. （原始内容存档于2016-10-12）.

22°27′03″N 114°09′52″E / 22.450842°N 114.164312°E